# Carwalking

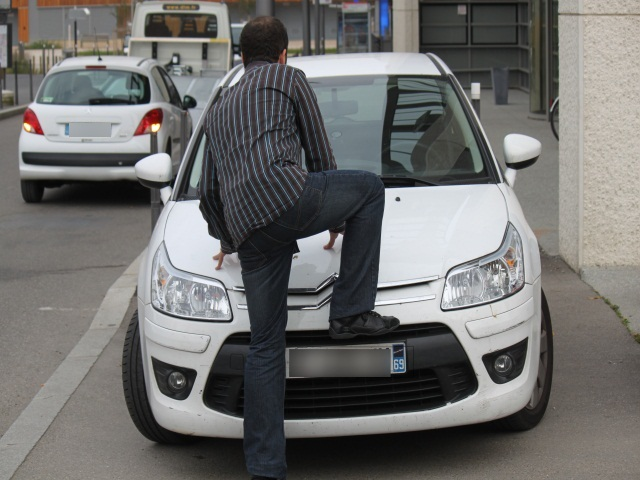
Carwalking

Carwalking oder Über-Auto-Gehen ist eine Form des Protests gegen die negativen Auswirkungen des Autoverkehrs in städtischen Gebieten, insbesondere wenn Autos ohne Rücksicht auf Fußgänger auf dem Gehweg geparkt wurden. Ein Fußgänger übt Carwalking aus, wenn er ein geparktes Fahrzeug, das ihn auf seinem Fußweg behindert, mit wenigen schnellen Schritten über Motorhaube, Dach und Kofferraum überschreitet.
Durch den Auftritt des Schuhwerks und vor allem durch das Gewicht der Person kommt es beim „Car-Walking“ mit hoher Wahrscheinlichkeit zu Dellen an Dach und Motorhaube. Wenn diese nicht zurückspringen oder andere bleibende Schäden entstehen, stellt dies eine Sachbeschädigung dar.

## Geschichte und Verbreitung
Der Münchner Aktionskünstler Michael Hartmann gilt als der Erfinder und Theoretiker des künstlerischen Carwalking; 1988 soll er das erste Mal in München über ein Auto gelaufen sein. Seine künstlerische Auseinandersetzung mit wildparkenden Autos und der Aneignung von öffentlichem Raum sowie die folgenden Justizprozesse verarbeitete Hartmann 1998 in einem Buch, das im Unrast-Verlag erschien.
In Frankreich kam es zu einem Gerichtsprozess wegen Carwalking, weil ein deutscher Ingenieur in Prévessin-Moëns 2011 über ein Auto stieg, das dort illegal auf dem Seitenweg abgestellt war und an dem er sich nicht vorbeizwängen wollte. In diesem Moment kam der Besitzer des Wagens hinzu und verklagte den Carwalker auf Schadensersatz.
In Mexiko-Stadt tritt seit 2012 Jorge Cáñez in Verkleidung als Superheld und unter dem Namen „Peatónito“ auf, und läuft über Autos oder verschiebt diese, wenn sie Fußgänger blockieren.